# Любич Іван Йосипович
Іван Йосипович Любич (нар. 1 січня 1937 року) — український фізико-географ, кандидат географічних наук, доцент Київського національного університету імені Тараса Шевченка.

## Біографія
Народився 1 січня 1937 року в селі Уляники Ржищівського району Київської області. Закінчив 1955 рок Ржищівське педагогічне училище, у 1966 році географічний факультет Київського університету. З 1966 року працює у Київському університеті на кафедрі фізичної географії асистентом, доцентом. Кандидатська дисертація «Методика ландшафтного дешифрування ґрунтового покриву орних земель за матеріалами аерофотозйомки» захищена у 1978 році. Член журі всеукраїнського конкурсу захисту наукових робіт Малої академії наук.

## Наукові праці
Фахівець у галузі фізичної географії та географії ґрунтів. Автор 40 наукових праць. Основні праці:
1. Природні комплекси СРСР. — К., 1981, 1989.
2. Основи заповідної справи. — К., 2002.
3. Заповідна справа в Україні. — К., 2003.